# La course by Le Tour de France
La course by Le Tour de France var et elite landevejsløb, der afholdes forskellige steder i Frankrig, og var del af UCI Women's World Tour siden 2016. Indtil 2015 var løbet af UCI klassificeret som et 1.1 løb. I 2022 blev det afløst af etapeløbet Tour de France Femmes.

## Vindere
| År   | Vinder               | Toer                  | Treer                  |
| ---- | -------------------- | --------------------- | ---------------------- |
| 2014 | Marianne Vos         | Kirsten Wild          | Leah Kirchmann         |
| 2015 | Anna van der Breggen | Jolien D'Hoore        | Amy Pieters            |
| 2016 | Chloe Hosking        | Lotta Lepistö         | Marianne Vos           |
| 2017 | Annemiek van Vleuten | Lizzie Deignan        | Elisa Longo Borghini   |
| 2018 | Annemiek van Vleuten | Anna van der Breggen  | Ashleigh Moolman-Pasio |
| 2019 | Marianne Vos         | Leah Kirchmann        | Cecilie Uttrup Ludwig  |
| 2020 | Lizzie Deignan       | Marianne Vos          | Demi Vollering         |
| 2021 | Demi Vollering       | Cecilie Uttrup Ludwig | Marianne Vos           |